# بنجامين كولينز (لاعب كريكت)
بنجامين كولينز (بالإنجليزية: Benjamin Collins)‏ (15 أكتوبر 1820 - 26 أغسطس 1903) هو لاعب كريكت بريطاني (وحمل سابقاً جنسية المملكة المتحدة لبريطانيا العظمى وأيرلندا).

## وصلات خارجية
- بنجامين كولينز على موقع إي آس بي آن كريك إنفو (الإنجليزية)